# Двадцять сьома династія єгипетських фараонів
XXVII династія Єгипту, також знана як Перший Перський період. В цей період Єгипет фактично був провінцією Перської держави в період 525 р. до н. е.- 402 р. до н. е.

## Історія
Останній фараон XXVI династії, Псамметіх III, зазнав поразки від Камбіса II в битві під Пелузією в східній частині дельти Нілу в травні 525 р. до н. е. Єгипет був приєднаний разом з Кіпром і Фінікією як шостий сатрап Ахеменідської імперії. Це був початок першого перського періоду в Єгипті (відомого також як Двадцять сьома династія єгипетських фараонів), який скінчився близько 402 р. до н. е.. Протягом цього часу більшість рабів були звільнені, а робітники отримували платню за роботу грошима або вином. Ці виплати були зафіксовані Персепольським адміністративним архівом. Під час цього періоду, Дарій I, закінчив Канал фараонів, яким можна дістатися з Червоного моря до Середземного. Але Єгипет був дуже далеко від столиці Персії — Персополіса, Перській державі було важко контролювати й один з повстанців підняв бунт і вбив сина Ксеркса I Ахемена. Стало зрозуміло, що перси не зможуть більше утримувати Єгипет під своїм контролем. Після смерті Дарія I, царем став його політично слабкий син — Артаксеркс II. Щойно Артаксеркс II зійшов на трон, багато перських провінцій повстали й невдовзі Дахія, Массагети, Согдіана та Єгипет оголосили незалежність. Після періоду незалежності, протягом якого царювали три місцеві династії (28, 29 та 30 династії), Артаксеркс III (358 р. до н. е.) повторно приєднав Єгипет до імперії, Другий Перський період в Єгипті називають XXXI династією Єгипту. Єгипет залишався під контролем держави Ахеменідів до завершення існування держави, коли Александр Великий завоював Перську державу. Він приєднав всі завойовані території після поразки царя Дарія III.